# Nette (Innerste)
De Nette is een linker zijrivier van de rivier de Innerste. Haar bron bevindt zich in de nabijheid van de stad Seesen, gelegen in de Noord-Duitse deelstaat Nedersaksen, gelegen in het Landkreis Goslar, aan de noordwestrand van de Harzgebergte op 360 m hoogte.

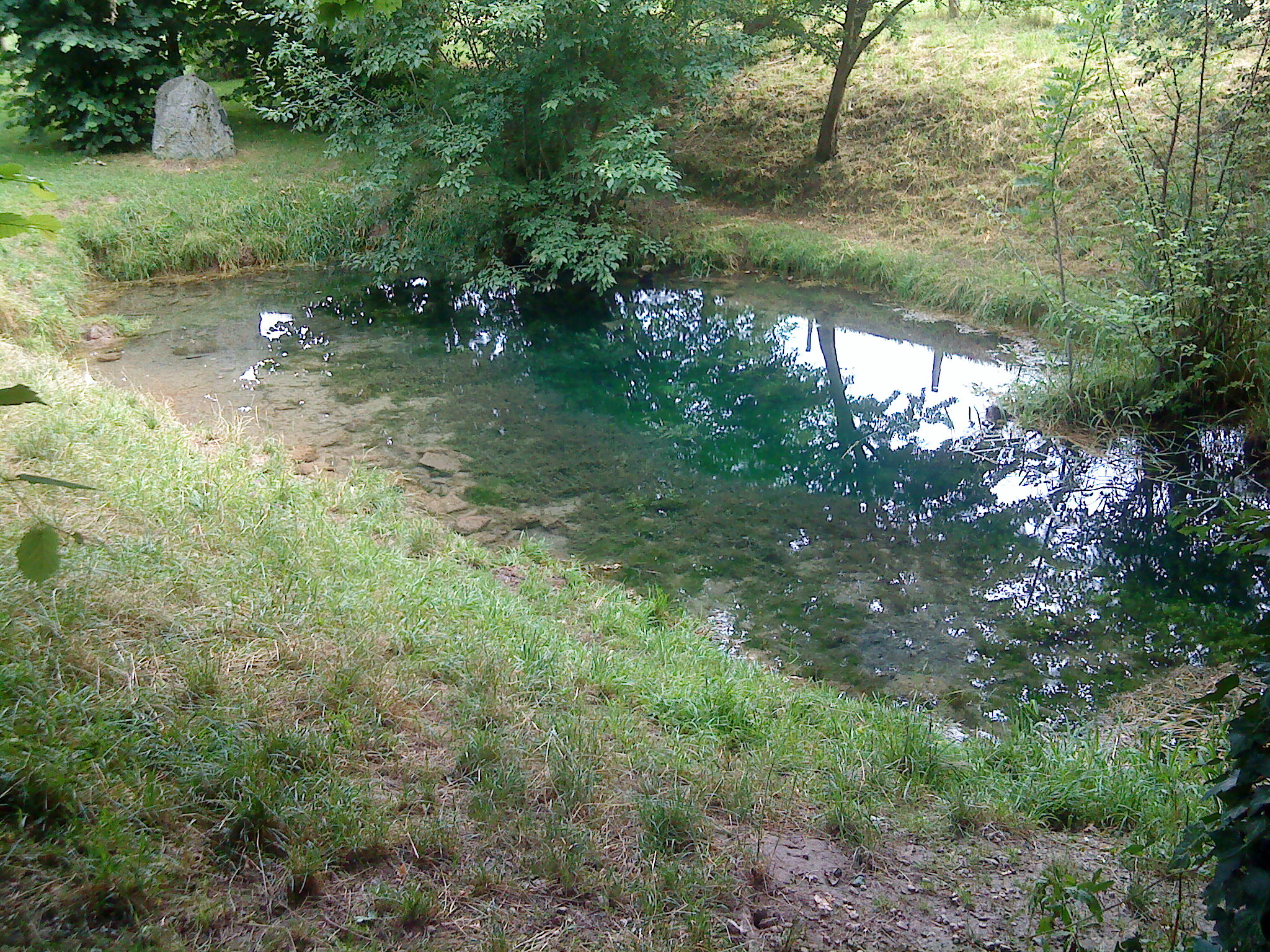
Bron van de Nette nabij Herrhausen, gemeente Seesen

De Autobahn A7 loopt over bijna 30 km door of slechts weinig ten oosten van het dal van de Nette. Steden van belang liggen niet direct aan de Nette.  Seesen ligt een paar kilometer ten oosten van de bovenloop van het riviertje. Het tot die stad behorende dorp Rhüden en het plaatsje Bockenem, meer noordelijk en dus stroomafwaarts, liggen er wel aan.
De loop van de rivier is van zuid naar noord. Zij behoort tot het stroomgebied van de Wezer. Water uit de Nette stroomt via de Innerste naar de Leine, de Aller, de Wezer en uiteindelijk naar de Noordzee.
Aan weerszijden van de rivier liggen 200 à 300 m hoge, soms met fraai bos bedekte, heuvelruggen. Aan haar rechterkant een rug, die van uitlopers van de Harz overgaat in de Hainberg (250-299 m); en aan haar linkerkant heuvelruggen met de namen Heber, Harplage en Sauberge.
- Gemeinsame Normdatei: 4783272-1
- Virtual International Authority File: 79145067101566631379